# Qermezābād
Qermezābād (persiska: قرمز آباد, غِرمِز اَبَد) är en ort i Iran.   Den ligger i provinsen Qazvin, i den nordvästra delen av landet, 200 km väster om huvudstaden Teheran. Qermezābād ligger 1 959 meter över havet och antalet invånare är 677.
Terrängen runt Qermezābād är kuperad, och sluttar österut.Runt Qermezābād är det ganska glesbefolkat, med 38 invånare per kvadratkilometer. Närmaste större samhälle är Ābgarm, 16,4 km söder om Qermezābād. Trakten runt Qermezābād består i huvudsak av gräsmarker.